# Frederick Walker Baldwin
Frederick Walker Baldwin, även känd som Casey Baldwin, född 2 januari 1882 i Toronto, död 7 augusti 1948 i Beinn Bhreagh i Nova Scotia, var en kanadensisk ingenjör och flygpionjär. 
Efter avslutade studier i elektronik och mekanik vid Toronto universitet anställdes han av Alexander Graham Bell som assistent. Eftersom både Baldwin och Bell var intresserade av flygning slog de sig samman med Douglas McCurdy, Glenn Curtiss och Thomas Selfridge för att bilda Aerial Experiment Association (AEA).
Med sina kunskaper i mekanik medverkade Baldwin i konstruktionsarbetet av Silver Dart och andra experimentflygplan. Den 12 mars 1908 blev han den första kanadensare som framförde ett flygplan när han provflög ett av AEA:s experimentflygplan. Baldwin medverkade även i konstruktionsarbetet av flygplanen White Wing och Red Wing. Med flygplanet Red Wing genomförde han en offentlig motorflygning i Hammondsport i delstaten New York 1908.
Under sommaren 1908 diskuterade Baldwin och Bell möjligheten att konstruera snabbgående motordrivna vattenfarkoster. Sedan några olika provfarkoster hade tillverkats, insåg de båda att båtskrovet kunde användas som plattform för ett flygplan som startade och landade på vatten. Konstruktionen döptes till hydrodrome av de båda konstruktörerna.  
1919 konstruerade och tillverkade Baldwin bärplansbåten HD-4 som satte världsrekord i hastighet på Bras d'Or Lake samma år. Tyvärr visade det sig att konstruktionen inte blev någon försäljningsframgång och utvecklingsarbetet upphörde. Sedan Bell hade avlidit fortsatte Baldwin forskningen inom teknik för bärplansbåtar tillsammans med Walter Pinaud på Kap Bretonön.
För att hedra hans minne instiftades Casey Baldwin Award, som årligen delas ut av Canadian Aeronautics and Space Institute till den författare under året skrivit den bästa artikeln om flygning i Kanada.